# Silvia Blair
Silvia Blair Trujillo es una científica colombiana, reconocida por su investigación relacionada con la búsqueda de antimaláricos a partir de plantas tradicionales de su país. Por su extensa labor investigativa, Blair ha recibido una gran cantidad de premios y reconocimientos, entre los que destacan la Medalla al mérito en Salud Pública Héctor Abad Gómez en 1992, una Mención de Honor en el área de Ciencias Básicas Experimentales en 2000, una Medalla Francisco José de Caldas a la Excelencia Universitaria en 2008 y el nombramiento como profesora Emérita de la Universidad de Antioquia en 2017.

## Carrera

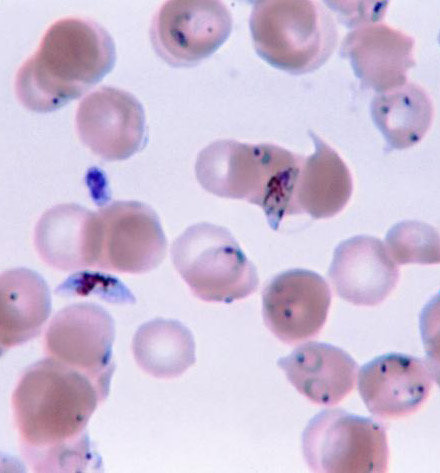
La investigación de Blair se ha enfocado principalmente en el estudio de la malaria en su país.

Blair estudió medicina en la Universidad de Antioquia, graduándose en 1974. En el año 2002 ingresó en la Universidad Nacional de Colombia Sede Medellín, donde cursó una Maestría en Historia y Filosofía de las Ciencias.
Su labor profesional ha estado ligada directamente a la Universidad de Antioquia, donde se ha desempeñado como docente e investigadora desde la década de 1970. Sus líneas de investigación se han enfocado principalmente en el estudio de la malaria y su tratamiento con plantas tradicionales de su país. En 1990 fundó el Grupo de Malaria de la universidad, logrando importantes avances en el estudio de esta patología en su país. Este grupo fue el primero en informar casos de Plasmodium ovale y de Babesiosis humana en Colombia, el primero, una variante poco común del parásito transmisor de la malaria, y el segundo, una extraña patología transmitida por la garrapata.
Junto a su grupo de investigación, Blair se trasladó a regiones de Colombia como la Costa Pacífica, el Urabá Antioqueño y el Bajo Cauca con el fin de recopilar datos sobre las plantas utilizadas por los lugareños para tratar la malaria, detectando que especies como la Solanum nudum y la Austroeupatorium inulifolium resultan efectivas para el tratamiento de dicha patología.

## Premios y reconocimientos destacados
- 1992 - Medalla al mérito en Salud Pública Héctor Abad Gómez, Gobernación de Antioquia.
- 1993 - Distinción a la labor del maestro, Universidad de Antioquia.
- 1998 - Mención a la labor gremial, científica, docente y de investigación, Asociación Médica Sindical de Colombia.
- 2000 - Mención de Honor en el área de Ciencias Básicas Experimentales, Academia Nacional de Medicina.
- 2000 - Mención de Reconocimiento a la Investigación, Escuela de Bacteriología y Laboratorio Clínico.
- 2007 - Mención de Honor en Ciencias Exactas, Físicas y Naturales, Fundación Alejandro Ángel Escobar.
- 2008 - Medalla Francisco José de Caldas a la Excelencia Universitaria, Universidad de Antioquia.
- 2009 - Medalla al Mérito Femenino por sus aportes a la ciencia, Alcaldía de Medellín.
- 2013 - Distinción una vida dedicada a la investigación, Alcaldía de Medellín.
- 2016 - Investigador Emérito de Colciencias, Departamento Administrativo de Ciencia, Tecnología e Innovación.
- 2017 - Profesor Emérito, Universidad de Antioquia.

### Libros
- 1991 - Plantas Antimaláricas, una revisión bibliográfica. ISBN 958-655-056-7.
- 2005 - Plantas Antimaláricas de la Costa Pacífica Colombiana. ISBN 9586558037.

### Capítulos de libros
- 1997 - Búsqueda de antimaláricos a partir de plantas medicinales.
- 1999 - Resistencia a los antimaláricos.
- 2008 - Malaria Gestacional, Obstetricia y Ginecología. ISBN 9789583358.
- 2014 - Malaria, Enfermedades Infecciosas de Homo sapiens. ISBN 139789588843155.
- 2014 - Babesia ssp, Enfermedades Infecciosas de Homo sapiens. ISBN 139789588843155.